# 伊赫桑·达克萨
伊赫桑·达克萨（阿拉伯语：احسان دقسا；1983年2月19日—2024年10月20日），又译伊赫桑·达克夏、埃赫桑·达克萨，以色列德鲁兹人，以色列国防军第162师第401旅旅長，军衔为陆军上校。2024年10月20日夜，他在杰巴利耶死于炸弹伏击，成为加沙战争爆发以来级别最高的以色列阵亡军官之一。

## 人物生平
伊赫桑·达克萨在以色列最大的德鲁兹人社区達利亞特迦密出生、长大。2001年，达克萨加入以色列国防军，在第7装甲旅服役。2006年黎巴嫩战争期间，他作为第7装甲旅第75营的连长在南黎巴嫩同真主党交战。在埃塔沙阿巴战役中，以军踟蹰不前，使伞兵部队伤亡惨重，而达克萨则率部深入战场，救出受伤的伞兵，并获北方司令部的嘉奖。2012年，达克萨升任第7装甲旅第77营副营长，2014年又升任为第7装甲旅的作战参谋。2016年，他晋升为中校，成为第7装甲旅第82营营长，并率领该营参与2018年加沙冲突。2018年9月，他调任第460装甲旅第532营营长，后在2019年升任北方司令部作战参谋。
2021年8月，他晋升为上校，升任为第474戈兰旅旅长。2023年8月，达克萨结束任职，前往以色列国家安全学院进修。2024年6月25日，伊赫桑·达克萨被任命为第401装甲旅旅长，接替本尼·阿哈龙。
2024年10月20日，在杰巴利耶作战期间，伊赫桑·达克萨与其他三位以色列军官离开他们的坦克，步行至数米外的观测点。然而哈马斯的武装人员在此装有爆炸装置，伊赫桑·达克萨因而被当场炸死，终年41岁。除了达克萨以外，第52营营长身负重伤，另外两名军官分别受轻伤与中度伤。2024年10月21日，数千人在達利亞特迦密的社区中心参与伊赫桑·达克萨的追悼会，随后达克萨的遗体被安葬进伊斯菲亚的德鲁兹军人公墓。

## 相关网络迷因
伊赫桑·达克萨的死讯在中国大陆具有一定流传度，其中短视频Up主“小月说天下”就达克萨的死讯做出评价：“你奶奶个三角篓子的，伊朗这个导弹扑腾一下直接精准定位，把以色列401装甲旅旅长（即伊赫桑·达克萨）的裤衩子都崩飞了，可以说炸了个五马分尸，万朵桃花开啊。”由于该段评价语音过于昂扬、粗俗，具有东北方言与說書的特色，且脱离事实，故被中国大陆网友戏称为“東北講武堂”或“三角篓行动”，这段评价语音也被评为2025年夏中国大陆互联网“时下最流行的BGM”之一。